# Hurok-kvantumgravitáció
A hurok-kvantumgravitáció (angolul: loop quantum gravity, LQG), más néven hurokgravitáció és kvantumgeometria a téridőre vonatkozó kvantumelmélet, amely megkísérli összeegyeztetni a kvantummechanika és az általános relativitáselmélet látszólag inkompatibilis elméletét. Megtartja az általános relativitáselmélet több fontos tulajdonságát, ugyanakkor a tér és idő Planck-egységekkel való kvantálásával a kvantummechanika módszereit is felhasználja. Az elmélet olyan kvantumgravitációs modellt kíván felállítani, amely a teret és az időt magát kvantifikálja, amelyben minden további fizikai reakció történik.
Az LQG a kanonikus kvantumgravitáció elméletcsaládba tartozik. Az elmélet kritikusai szerint az LQG nem több, mint gravitációs elmélet. Több LQG-t támogató kutató is azon dolgozik, hogy bebizonyítsa: az elmélet képes az anyag leírására is.